# Gonzalo Contreras
Gonzalo Contreras Fuentes (Santiago, 1958) es un escritor chileno, considerado uno de los autores más representativos de la nueva narrativa chilena de los noventa. Durante más de veinte años ha conducido un Taller Literario, por el que han pasado escritores como Pablo Simonetti, Carla Guelfenbein,  Matias Correa, Luis Felipe Sauvalle y Amanda Teillery.

## Biografía
Ya en el colegio, Contreras comenzó a escribir y, estando en 4º medio —último año de la enseñanza secundaria en Chile— asistió al taller  literario de Enrique Lafourcade, en la Biblioteca Nacional de Santiago, así como al de Mariana Callejas.
Ingresó a la carrera universitaria de periodismo, pero en 1978 interrumpió sus estudios y partió a Europa, donde estuvo cinco años, principalmente en España y Francia. 
Cuando regresó a Chile, publicó su primer libro, una recopilación de relatos titulada La danza ejecutada. Fue una "autoedición pequeña que, con suerte, vendió 100 copias. De nada sirvió que Ignacio Valente -el crítico literario más poderoso de esa época- elogiara calurosamente" el volumen.
Cinco años más tarde, Contreras envió su novela, La ciudad anterior, al primer concurso de la Revista de Libros de El Mercurio, que ganó y fue publicada inmediatamente. El libro tuvo varias ediciones y "vendió 36 mil ejemplares en dos años, lo que situó a su autor como una de las figuras más destacadas de la entonces naciente nueva narrativa chilena".
La segunda novela, también premiada, llegó en 1995 —El nadador—, la tercera, El gran mal, considerada por algunos críticos como su mejor obra, tres años más tarde; la cuarta, La ley natural, apareció en 2004 y tuvo comentarios críticos encontrados. Entre esta y la anterior, publicó su segunda recopilación de cuentos, Los indicados (2000, que, al año siguiente fue distinguida con Premio Municipal de Literatura de Santiago). En 2010 dijo que preparaba una continuación de La ley natural, porque, como explicó, "lo que ocurre con esa novela es que tiene un final feliz, y me di cuenta de que los finales felices dejan demasiadas puertas abiertas. Es como que si terminaras una historia cuando los amantes se casan. Obviamente, la historia verdadera es qué pasó después de que se casaron..." Tuvieron que transcurrir tres años desde esas declaraciones y nueve desde la publicación de La ley natural antes de que saliera su quinta novela, Mecánica celeste.
Preguntado si le preocupaba no publicar en tanto años, Contreras respondió: "Si alguna vez en los noventa me planteé la idea del escritor profesional, esa idea cada día me repele más. Ese escritor que saca una novela cada dos años, así tenga o no algo que decir en ella; una novela de la cual te puedas arrepentir. Es algo que no quisiera nunca para mí".
Ha sido editor de la revista literaria Reseña, colaborador de Apsi y los diarios La Época y  El Mercurio; responsable de aspectos editoriales del Teatro Municipal de Santiago. 
Algunas de sus obras han sido traducidas al francés y al italiano.[cita requerida]

## Premios y distinciones
- Premio Revista de Libros de El Mercurio 1991 por La ciudad anterior
- Premio Municipal de Literatura de Santiago 1992 por La ciudad anterior
- Premio Mejores Obras Literarias Publicadas 1996 por El nadador (Consejo Nacional del Libro y la Lectura)
- Premio Mejores Obras Literarias Inéditas  1998, categoría mejor novela inédita, por El gran mal (Consejo Nacional del Libro y la Lectura)
- Premio Municipal de Literatura de Santiago 2001 por Los indicados

## Obras
- La danza ejecutada, cuentos, autoedición, 1986 (reeditado por Planeta, Santiago, 1993)
- La ciudad anterior, novela, Planeta, Santiago, 1991
- El nadador, novela, Alfaguara, Santiago, 1995
- El gran mal, novela, Alfaguara, Santiago, 1998
- Los indicados, 10 relatos; Editorial Sudamericana, Santiago, 2000
- La ley natural, novela, Sudamericana, Santiago, 2004
- Cuentos reunidos, editorial Andrés Bello, 2008
- Mecánica celeste, novela, Planeta, 2013
- Mañana, novela, Planeta, 2015
- Los asaltantes del cielo, novela, Seix Barral, 2019